# Corgatha paucifasciata
Corgatha paucifasciata är en fjärilsart som beskrevs av Holloway 1979. Corgatha paucifasciata ingår i släktet Corgatha och familjen nattflyn. Inga underarter finns listade i Catalogue of Life.